# Craterosiphon
Craterosiphon é um género botânico pertencente à
família Thymelaeaceae.

## Espécies
- Craterosiphon beniensis
- Craterosiphon devredii
- Craterosiphon djalonensis
- Craterosiphon klaineanus